# Айгуст
Айгуст, князь Псковский — посадник города Псков в 1270—1271 годах. Был назначен великим князем Ярославом Ярославичем.
Полное происхождение Айгуста историкам неясно. Очевидно, что он был литовцем. По легендам и мифам его считают сыном Товтивила. В 1270 году великий князь Ярослав Ярославич посадил Айгуста в Пскове, но горожане не любили его и выгнали — Айгуст даже не упоминается в псковских летописях — уже в 1271 году снова призвали Довмонта. Пробыл Айгуст князем Пскова менее года.